# 뮌헨 공과대학교
뮌헨 공과대학교(Technische Universität München)는 독일 바이에른주의 주도 뮌헨에 위치한 국립공과대학이다.

## 개요
뮌헨 공과대학교는 독일에서 가장 큰 연방주인 바이에른 주에 존재하는 유일한 공과대학교이며, 독일을 대표하는 상위 9개 국립 공과대학교의 연합인 TU9, 유럽 소재 53개 공과대학교의 연합인 T.I.M.E. 등에 속해있다.
노벨상 수상자 수는 총 18명으로 2020년 기준 독일에서 가장 많은 노벨상 수상자를 보유한 공과대학교이다.
영국 대학평가기관 QS(Quacquarelli Symonds)가 제공한 QS 세계 대학 랭킹(QS World University Rankings)에서 공학 및 기술 분야 집계 이래 항상 독일 내 1위를 유지하고 있다.
2007년부터 독일정부의 우수대학육성정책(Exzellenzinitiative)에서 우선 지원 대상인 최우수 대학(Exzellenzuniversität)으로 선정되어 지속적인 국가지원을 받고 있으며, 현재 공학 분야에서 독일을 대표하는 대학으로 평가 받는다.

## 역사
1827년 뮌헨에 순수한 교육적 목적으로 뮌헨 폴리테크닉 중앙 학교가 설립되었다. 그것은 일종의 고등교육시설로 1868년까지 운영되었다.
1860년대 타 주변국가들의 고등 기술교육기관 (폴리테크닉)의 설립 시도와 더불어 1860년대 초 바이에른 왕국의 왕 루드비히 2세 (König Ludwig II)의 주도하에 바이에른 왕국은 왕립 폴리테크닉의 설립에 착수하게 된다. 대학교의 부지는 당시 수십 년 동안 체계적이고 대규모의 폴리테크닉을 운영하던 아우크스부르크나 뉘른베르크가 아닌 왕국의 수도인 뮌헨의 중심부로 결정되었으며, 그것은 1868년 완공된다. 대학의 본관은 건축가 Gottfried von Neureuther에 의해 바이에른 주에 위치한 Kelheim에서 채취된 석회암을 이용하여 건설되었으며, 시설의 첫 번째 책임자는 측량 엔지니어인 Karl Maximilian von Bauernfeind였다.
첫 해 대학에는 11명의 공학자와, 5명의 자연 과학자, 3명의 수학자 및 3명의 인문학자가 교수직을 맡았다. 그 중 한명이었던 Carl von Linde는 1875년 루돌프 디젤이 나중에 수학할 최초의 독일 기계연구소를 설립한다.
1877년 바이에른 왕국의 왕 루드비히 2세는 공식적으로 해당 교육기관을 왕립 바이에른 공과 대학 (Königlich Bayerische Technische Hochschule München)으로 명명하고, 그 해 학교는 총 5개의 학문적 방향 - 일반공학, 기계공학, 화학공학, 토목공학, 건축공학으로 분리되어 운영되기 시작했다.
20세기 초 뮌헨 공과대학은 남한 면적의 70%에 달하는 독일에서 가장 큰 주인 바이에른 주에 존재하는 "유일한" 공과대학이라는 지위를 이용하여  MAN, Siemens, BMW, Audi 등 바이에른 주 내에 위치한 굴지의 기업들과 산학협력을 독점적으로 행하였다. 이들 기업의 재정지원은 20세기 초 평범한 규모에 속했던 뮌헨 공과대학이 당시 독일 국내에서 두번째로 큰 공과대학으로 급성장하는 원동력이 되었다.
1922년에 뮌헨 상업 대학은 뮌헨 공과대학의 일부로 통합되었으며, 그것은 후기 독일 경제학에서 선구자의 역할을 수행하였다.
1930년에 바이헨슈테판 양조·농경대학은 뮌헨 공과대학의 일부로 통합되었고 당시 총장인 Walther von Dyck은 비즈니스와 긴밀한 협력을 약속하였다. 그 해 화학과의 교수 Hans Fischer는 헤민 합성으로 노밸 화학상을 수상했다.
1937년 Nymphenburg에 새로운 대학 건물을 계획하라는 의뢰를 받았으나 전쟁으로 인해 끝내 실현되지는 못했다.
제 2차 세계대전 동안 대학 건물의 주요시설 80%가 파괴었고, 대학 운영은 1946년 재개되었다.
1957년 Garching캠퍼스에 뮌헨 연구 원자로 (FRM)이 건설되었다. 해당 연구소는 발터 마이스너의 후임자 하인츠 마이어-라이프니츠 교수에 의해 운영되었다.
1967년 Klinikum rechts der Isar이 건립되면서 뮌헨 공과대학교에 의학부가 설립되었다. 이 시기 많은 뮌헨대학 소속 의대생들이 뮌헨 공과대학 소속으로 학적을 옮겼다.
1970년 대학의 명칭은 Technische Hochschule München에서 현재 공식 명칭인 Technische Universität München로 이름이 변경되었다.
1995년 대학은 대학구조 개혁가로 전국적으로 이름을 올린 화학교수 Wolfgang A. Herrmann을 총장으로 임명하고, 그의 주도하에 다른 연방 주와 오스트리아의 대학 법을 기반으로 대학의 구조와 결정기관, 재정관리 및 외부 인물의 참여등과 관련된 구식 제도를 개혁하였다.
2004년 입자 가속기(Forschungs-Neutronenquelle Heinz Maier-Leibnitz, FRM II)가 완공되면서 이전의 FRM을 대체하여 가동되었다.
2005년에 설립된 TUM-IAS (TUM Institute for Advanced Study)는 Excellence Initiative 소속 대학들과 협업하여 Center for Integrated Protein Science Munich (CIPSM), Munich-Centre for Advanced Photonics (MAP) und Nanosystems Initiative Munich (NIM) 등의 연구소를 건립하고 학제적 맥락에서 최고 수준의 연구를 가능케 하였다.
2010년 기계공학과는 Gaching 캠퍼스 중앙에 BMW가 기증한 새 건물로 이동하였다. 같은 해 후원자와 기업들이 TUM 대학 재단을 설립하였다.
현재 TUM 대학 재단은 뮌헨 공과대학에 정부 예산으로부터 더 큰 독립성을 부여하여 기업가적 행동능력을 높이는 것을 목표로 하고 있다.

## 구성
뮌헨공과대학교는 총 5개의 캠퍼스 (München, Garching, Weihenstephan, Olympiapark, Garching-Hochbrück)로 이루어져 있으며, 각 캠퍼스마다 특화된 특정 분야에 따라 개별적으로 독립적인 역할을 수행하고 있다.

### München 캠퍼스
뮌헨 시내에는 2개의 캠퍼스와 대학병원 및 의학 관련 시설이 존재한다.
시내 캠퍼스(Stamgelände)는 1868년도 개교 당시부터 사용된 건물들과 소수의 새로 지어진 건물들로 이루어져 있다.
시내 캠퍼스는 뮌헨 지하철 U2, U8 Theresienstraße 역에서 걸어서 갈 수 있다. 시내 캠퍼스에는 다음과 같은 학과가 있다.
- Architecture, Civil, Geo and Environmental Engineering
- Electrical and Computer Engineering
- TUM School of Education
- Teacher training and education research

올림픽 공원 캠퍼스에는 다음의 학과가 있다.
- Sport and Health Sciences
- Munich's central organization for university sports

그리고 대학병원 및 의학 관련 시설들이 있다.
- TUM School of Medicine
- The German Heart Centre Munich, Klinik am Biederstein

### Garching 캠퍼스
1950년대 중반 과포화된 뮌헨 시내 캠퍼스(Stamgelände)에 집중된 부담을 분산하기 위하여 1956년 뮌헨 연구 원자로 건설 관련 계획과 동시에 추진된 뮌헨공대의 두 번째 캠퍼스이다. 부지 비용이 전무하다시피 했던 뮌헨 근교 Garching의 농지 위에 지어진 관계로 캠퍼스 부지 확장이 매우 용이하여 1960년 첫 삽을 뜬 이래 지속적인 증축과 확장이 현재까지도 이뤄지고 있다. 1969년에 뮌헨 연구원자로 관련 연구를 수행하기 위해 물리학과 관련 건물이 세워진 이후 1977년 화학과 전용건물 및 관련건물, 1992년 수학,정보학과 전용건물 및 관련건물, 2010년 기계공학과 전용건물 등 Gaching 캠퍼스에서는 현재까지도 지속적인 증축 작업과 대규모의 건설 작업이 진행중에 있다. 현재 시내 캠퍼스의 Electrical and Computer Engineering 학과 전용건물이 건설중이다.
Gaching 캠퍼스는 뮌헨 지하철 U6 Garching-Forschungszentrum에서 내리거나, 뮌헨 시내에서 Berlin-Nürnberg 방향 아우토반 A9을 타면 10분 내외로 도착할 수 있다.
Gaching 캠퍼스에는 공학 및 자연과학과 관련된 학과들이 있다.
- 물리학과
- 화학과
- 기계공학과
- 수학과
- 정보학과
- 생명공학과

그 외에 여러 가지 국립 연구소들이 있다. 예를 들면 막스 플랑크 연구소(Max-Planck-Gesellschaft).
- TUM 고등 연구소
- 라이프니츠 전산센터 (LRZ, Leibniz-Rechenzentrum)
- 막스 플랑크 플라즈마 물리 연구소
- 막스 플랑크 천체 물리 연구소
- 막스 플랑크 외계 물리 연구소
- 막스 플랑크 컴퓨팅 데이터 센터
- 유럽 남방 천문대

### Weihenstephan 캠퍼스
Weihenstephan 캠퍼스의 전신은 1855년에 건립된 바이에른 왕립 농업 연구소이다. 그것은 1928년 뮌헨 공과대학교에 합병되었으며, 1970년 뮌헨 공과대학교의 정식 캠퍼스로 지정되어 농업 관련 학과를 담당하게 된다. 1998년 생명과학 관련 학과가 전부 Weihenstephan 캠퍼스로 재배치된 이래 지속적인 투자와 증축 및 학과전용건물 신규건립으로 인하여 Garching 캠퍼스 못지않은 크기를 갖고 있다.
Weihenstephan 캠퍼스에는 생명과학, 동물자원과학, 농업 관련 학과가 있다.
- Life Science Engineering
- Molecular Life Sciences
- Life Science Systems
- Weihenstephan Center of Food, Land Use and Environment

Weihenstephan 캠퍼스에는 양조학과(학사,석사 디플롬 브라우마이스터 과정)가 있다.

### Garching-Hochbrück 캠퍼스
Garching 캠퍼스가 위치한 U6 Garching-Forschunszentrum 역의 전전 역인 Garching-Hochbrück역 옆에 위치하고있다.
Munich School of Engineering (MSE), Business Campus München 등이 있으며, 막스 플랑크 연구소 (MPI)가 있다.
Business Campus München을 중심으로 산학 협력 및 교내 벤처기업 단지를 구성하고 있으며, 주변에 시스코, 텍사스 인스트루먼트 등 IT기업의 독일 지사가 존재한다.
- Munich School of Engineering
- Business Campus München
- Fachgebiet für Betriebssysteme

## 저명한 동문
- 루돌프 디젤 (Rudolf Diessel) : 디젤엔진 개발
- 하인리히 힘러 (Heinrich Himmler) : SS 지도자
- 알베르트 슈페어 (Albert Speer) : 건축가, 나치 독일 군수장관
- 발터 마이스너 (Walther Meißner) : 자기선속의 양자화 발견, 마이스너 효과
- 루드비히 프란틀 (Ludwig Prandtl) : 대기경계층, 박익이론, 양력선이론, 프란틀 수
- 빌헬름 에밀 메서슈미트 (Wilhelm „Willy“ Emil Messerschmitt) : 항공 공학자, 메서슈미트 창립자
- 발터 그로피우스 (Walter Gropius) : 근대건축의 4대거장, 바우하우스 창립자
- 칼 부쉬 (Karl Busch) : 진공포장, 진공 펌프
- 카를 폰 린데 (Carl von Linde) : 냉동기술, 냉동 사이클
- 하인츠 마이어 라이프니츠 (Heinz Maier-Leibnitz) : 핵 분광학, 생화학 및 의약 방사성 추적자, 중성자 광학
- 에밀 에를렌마이어 (Emil Erlenmeyer) : 구조화학자, 삼각 플라스크
- 빈프리드 오토 슈만  (Winfried Otto Schumann) : 슈만 공명
- 하인리히 오토 빌란트 (Heinrich Otto Wieland) : 담즙산 연구, 노벨화학상
- 한스 피셔 (Hans Fischer) : 엽록소, 헤민 합성 연구, 노벨화학상
- 루돌프 뫼스바우어 (Rudolf Mößbauer) : 물리학자, 뫼스바우어 효과, 노벨물리학상
- 콘라트 에밀 블로흐 (Konrad Emil Bloch) : 생물화학자, 콜레스테롤 합성, 노벨생리학·의학상
- 에른스트 오토 피셔 (Ernst Otto Fischer) : 탄화수소 전이화합물, 노벨화학상
- 클라우스 폰 클리칭 (Klaus von Klitzing) : 물리학자, 양자 홀 효과, 노벨물리학상
- 에른스트 루스카 (Ernst August Friedrich Ruska) : 물리학자, 최초의 전자현미경 설계, 노벨물리학상
- 로베르트 후버 (Robert Huber) : 단백질 복합체의 구조, 노벨화학상
- 요한 다이젠호퍼 (Johann Deisenhofer) : 광합성 세포막 단백질 구조, 노벨화학상
- 볼프강 파울 (Wolfgang Paul) : 파울 트랩, 노벨물리학상
- 에르빈 네어 (Erwin Neher) : 세포간 이온통로 규명, 노벨생리학·의학상
- 볼프강 케털리 (Wolfgang Ketterle) : 보스-아인슈타인 응집, 노벨물리학상
- 게르하르트 에르틀 (Gerhard Ertl) : 표면화학의 개척, 노벨화학상
- 베르나르트 페링하 (Bernard Lucas Feringa) : 분자 기계의 합성 설계, 노벨화학상
- 요아힘 프랑크 (Joachim Frank) : 고해상도 구조 결정용 저온전자현미경, 노벨화학상
- 존 로버트 슈리퍼 (John Robert Schrieffer) : BCS 이론, 노벨물리학상
- 카를 알렉산더 뮐러 (Karl Alexander Müller) : 고온 초전도체, 노벨물리학상
- 리하르트 R. 에른스트 (Richard Robert Ernst) : 푸리에 변환 핵 자기공명 분광법, 노벨화학상
- 루돌프 마커스 (Rudolph Arthur Marcus) : 전자전달반응, 노벨화학상

## 같이 보기
- 독일의 교육